# Jens Wemmer
Jens Wemmer (Aurich, 31 oktober 1985) is een Duits voetballer die bij voorkeur als rechtsback speelt. 

## Clubcarrière
Wemmer debuteerde in 2005 voor VfL Wolfsburg II, waar hij drie seizoenen in het tweede elftal zou spelen. In 2008 verhuisde hij naar SC Paderborn 07, waarmee hij in zijn eerste seizoen promoveerde naar de 2. Bundesliga. In 2014 steeg hij met de club naar de Bundesliga, waarna hij op 24 augustus 2014 debuteerde op het hoogste niveau, tegen FSV Mainz 05.
Wemmer tekende na zeven jaar Paderborn in mei 2015 een contract van 1 juli 2015 tot medio 2018 bij Panathinaikos. In 2015 ging hij naar het Griekse Panathinaikos FC.
1 Lodygin ·
2 Vagiannidis ·
3 Max ·
4 Pérez ·
5 Schenkeveld ·
6 Zeca ·
7 Ioannidis  ·
8 Ounahi ·
9 Šporar ·
10 Tetê ·
11 Bakasetas ·
14 Palmer-Brown ·
15 Ingason ·
16 Čerin ·
17 Mancini ·
18 Limnios ·
20 Maksimović ·
21 Jedvaj ·
23 Magnússon ·
25 Mladenović ·
27 Kotsiras ·
28 Pellistri ·
29 Jeremejeff ·
31 Đuričić ·
37 Kleinheisler ·
44 Nikas ·
52 Vilhena ·
55 Arão ·
69 Drągowski ·
77 Verbič ·
81 Lilo ·
Coach: Alonso